# Portbury
Portbury is een civil parish in het bestuurlijke gebied North Somerset, in het Engelse graafschap Somerset met 827 inwoners.

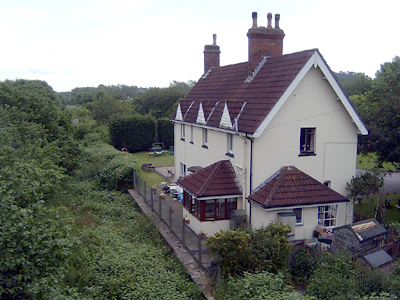
Station van Portbury